# Star Wars-begreber
Dette er en ufuldstændig liste over ting og begreber i det fiktive Star Wars-univers.
Der gøres opmærksom på, at de følgende Sith-fyrsterne og andre personer i hver deres sektion i listen her er en og samme person
- Palpatine / Darth Sidious[1][2], også kaldet Kansleren[2][3] og Kejseren[4][5][6]
- Grev Dooku / Darth Tyranus[7]
- Anakin Skywalker / Darth Vader[2][8]

## Fiktion

### Kraften
- Den lyse side er personer så som jedier, der benytter kraften til at gøre gode ting.
- Kraftens mørke side[9] eller Den mørke side (the dark side) er personer, der er ondskabsfulde, og som bruger kraften til onde handlinger. De mest fremtrædende personer på den mørke side er Kejser Palpatine, Darth Vader og Darth Maul.

Midiklorianer er mikroorganismer i en celle, der gør, at folk kan udnytte Kraften. Jo højere et antal midiklorianer man har i kroppen, jo mere er det muligt at blive som jedi, sith eller lign. Alle flercellede organismer (i virkelighedens verden) har mitochondrier i sig, og det er nærliggende at George Lucas har haft dette i baghovedet, da han opfandt midiklorianerne.

### Andet
- Beskar er en legering som bruges til at smede Mandaloriansk panser med. Det er kendt for at have høj modstandsdygtighed mod laserskud. Beskar ses ofte i tv-serien The Mandalorian

Et stjernesystem (star system) eller system er en gruppe planeter som er i kredsløb om en stjerne. "System" bruges også nogle gange til at henvise til en planets regering, såsom Mandalore-systemet, Naboo-systemet, Alderaan-systemet ligesom stat eller delstat.
En sektor (sector) beskrives på den engelske Star Wars-encyklopædi, Wookieepedia som "et rum- eller landområde indrammet af en kunstig, konventionel grænse. Planet-sektorer indeholder et antal stjernesystemer". Planeten Naboo ligger i Chommell sektoren, Tatooine ligger i Arkanis sektoren.

## Regeringer og organisationer

### Det Galaktiske Imperium
Det Galaktiske Imperium eller Imperiet er den fiktive Star Wars-galaksens galaktiske interstellar regering som ses i den originale Star Wars trilogi (1977-1983). Det er den universelle magt, der efterfølger Den Galaktiske Republik efter Palpatine, som hemmeligt er Sith-fyrsten Darth Sidious omorganiserede Den Galaktiske Republik til Imperiet i år 19 BBY som foregår i Star Wars Episode III: Sith-fyrsternes hævn, hvilket resulterede i Det Galaktiske Imperiums grundlæggelse. Efter Palpatine omorganiserede Republikken til Imperiet, erklærede han sig selv som Galaktisk Kejser. Imperiet er et "diktatorisk" monarki og ledes af sin monark Kejseren og hans lærling, Darth Vader, som er det Kejserlige Forsvars øverstbefalende og militære håndhæver. Alt hvad der kommer fra eller vedrører Imperiet kaldes kejserlig, såsom en kejserlig stjernedestroyer. Der kræves adgangskoder/klareringskode (clearance codes) for at rumskibe få adgang til mange af de områder, okkuperede planeter Imperiet har kontrol over, og fartøjet skal ofte stå på det kontrollerede områdes ankomstliste.
En kædekode, eller ID-kode er en slags form for identifikation som blev indført kort efter Det Galaktiske Imperiums grundlæggelse som indeholder biografiske oplysninger om en person. En kædekode minder om Social Security Number i USA, så forenklet svarer en kædekode til og minder også om et dansk CPR-nummer.

### Den Galaktiske Republik
Den Galaktiske Republik, eller Republikken er en regering i Star Wars prequel-trilogien, tv-serierne Star Wars: The Clone Wars, Star Wars: De hårde hunde Sæson 1 Afsnit 1 og Tales of the Jedi. Republikken er den forudgående regering som blev omorganiseret af Palpatine til Det Galaktiske Imperium i Sith-fyrsternes hævn. Republikkens og Imperiets lovgivende magt er det Galaktiske Senateller den Galaktiske Kongres som i år 0 BBY bliver opløst af Kejseren. Dem som kommer fra eller noget som vedrører Den Galaktiske Republik kaldes Republikansk, såsom Republikanske Krydsere. På tidspunktet for Star Wars Episode I: Den usynlige fjende blev Republikkens senatorer blev beskrevet som "grådige" og "korrupte". Republikkens Stor Armé er Republikkens militære forsvar og består af klonsoldater som er klonet fra deres originale genetiske vært, Jango Fett. Under klonkrigene var de under Jedi-ordenens jedier som mange havde stillingerne som Jedi-general eller Jedi-kommandør. Efter Ordre 66 blev iværksat, forrådte klonernes deres jedi-militærledere og svor troskab til det nye Galaktiske Imperiums kejserlige militær eller forsvar. Men klonsoldaterne blev senere taget ud af tjeneste, og efterfulgt af TK-soldater og så eventuelt Stormsoldater/Stormtropper.
Coruscant var Republikkens og Imperiets hovedstadsplanet i Galaksens region Kernen. Senatets kuppelformede hovedkvarter lå i Senatsdistriktet.

#### Senatorer, guvernører og repræsentanter
- En Galaktisk Senator[25] eller senator er personer som repræsenterer de mange planet i Galaksens Galaktiske Senat. Padmé Amidala var Naboos senator[26], Orn Free Taa var Ryloths senator osv.
- En guvernør er en person som er leder af en eller flere planeter, et systemer måner og galaktiske regioner el. lign.. Guvernør Arihnda Pryce fra tv-serien Star Wars Rebels er guvernør i Lothal sektoren, den sektor som indeholder planeten af samme navn fra tv-serien.

### Konføderationen af Uafhængige Systemer
Konføderationen af Uafhængige Systemer, også kendt som Separatist-alliancen, Konføderationen eller Separatisterne er en Konfødereret alliance bestående af systemer som har forladt Republikken som følge af politisk uro i Republikken fra 24 BBY til 22 BBY. Andre grunde til alliancens stiftelse var på grund af Den Galaktiske Republiks umådeholdne beskatninger og korruption som havde varet siden begivenhederne i Star Wars Episode I: Den usynlige fjende som foregår i 32 BBY.

### Alliancen for Republikkens Genoprettelse
Oprørsalliancen, officielt Alliancen for Republikkens Genoprettelse (Alliance to Restore the Republic), eller oprørerne er et forbund af folk og grupper, der gør oprør mod Det Galaktiske Imperium. Efter Slaget ved Endor bliver Oprørsalliancen omdannet til Den nye republik. Alliancen optræder i Star Wars-filmene Episode IV: Et nyt håb, Episode V: Imperiet slår igen og Episode VI: Jedi-ridderen vender tilbage.

#### Eskadriller
- Rød eskadrille[14][a] (Red Squadron eller Red Group) er en stjernejagereskadrille der flyver X-wing i Oprørsalliancen, og som kendetegner sig ved at være blandt de bedste piloter og jagere blandt oprørerne. Et bemærkelsesværdigt medlem af Rød Eskadrille er X-Wing piloten Wedge Antilles, som udmærker sig ved at være eneste jager, der to gange har overlevet direkte kampe mod begge Dødsstjerner

### Dusørjægernes Lav
Dusørjægernes Lav (Bounty Hunters' Guild) er en institution som regulerede det komplicerede erhverv som er dusørjagt-handel, eller bare dusørjagt. Organisationen bliver først nævnt på de dansk undertekster i The Mandalorian S1:E05: "Revolvermanden".

### Handelsføderationen
Handelsføderationen er en føderation. I Star Wars Episode I: Den usynlige fjende (32 BBY) opretter Handelsføderationen en blokade omkring planeten Naboo, efter ordre fra Darth Sidious. Denne blokade blev, set i forhold til det senere plot, rent faktisk iværksat af Palpatine for at han selv kunne blive valgt til overkansler i Senatet, da han vidste den eksisterende ikke var mentalt stærk nok til at gøre processen hurtig nok.

### Samfund og sport
Podracing er en sportsgren, der til dels kan minde om Formel 1- eller Nascar-løb – bare udformet i bedste Star Wars tema og sceneri. I stedet for en bil, anvender man i podracing såkaldte podracere. De er udstyret med et cockpit med antigravitationsudstyr, og to eller fire motorere. Podracerne svæver et lille stykke over jorden, med hastighed på op til 6-700 kilometer i timen. Podracing er en meget populær sport i Star Wars-universet, og mange forskellige racer deltager i de store løb. De mest kendte deltagere er Sebulba og Anakin Skywalker m.fl. Podracing kommer til at spille en vigtig rolle for Anakin Skywalker i Den usynlige fjende.

## Teknologi og våben

### Transport
Hyperfart er en slags turbo der anvendes på rumskibene. Det benyttes blandt andet af Han Solos Tusindårsfalken, hvor det dog ikke altid virker. Hyperfart blev opfundet 25.000 BBY. Rumskibe (starship) bruges til at rejse igennem rummet til bl.a. andre planeter. Der er forskellige klasser af disse, hvoraf nogle er kæmpestore rumskibe, mens andre er små hurtige jagerfly.

### Våben
Et Lyssværd er et lasersværd som bruges af Jedierne og Sitherne. Dets blad kan trækkes frem og tilbage ved hjælp af en knap på skæftet. Jedierne har som regel blå og grønne lyssværd, mens Sitherne og andre ikke-Sith, udøvere af den mørke side såsom Asajj Ventress har røde .
Blastere er et laservåben der bruges som skydevåben. Selvom blastere er dødbringende, så har de også en anden indstilling som er lamme-indstillingen der gør, at personen der bliver ramt af lammeskuddet kun bliver bevidstløse, immobiliseret og vågner op efter kort tid, og derved ikke dør.
- En droide er en robotenhed. Der er forskellige typer af droider, for eksempel astromek-droider, som R2-D2, der reparerer skader på rumskibe og står for tekniske arbejde. Protokoldroider som C-3PO arbejder som tolke og med etikette. Separatisternes hær består bland andet af kampdroider (battle droids) som B1 battledroid der benyttes i Klonkrigene mod Republikken. B2-battledroid, også kaldt Superbattledroids, er mere avancerede enheder i Separatisternes hær.

### Apparater
En dusørpuck er en lille holografisk enhed som bruges af Dusørjægernes Lav til at identificerer deres mål med. Den blev først introduceret i tv-serien The Mandalorian.
En sporbrik er en sensor som dusørjægere bruger til at spore deres mål med. De blev først introduceret i tv-serien The Mandalorian.

### Fartøjer- og køretøjsklasser

#### Militær
- TIE fighter er en type jagerfly, der benyttes af Det Galaktiske Imperium. Forkortelsen står for Twin Ion Engines. Jageren består af et rundt cockpit i midten og to store solpaneler. Typen er hurtig og manøvredygtig men også billig, da de er beregnet til at blive indsat i større grupper og med forventede tab. Udover de egentlige jagere findes der en række varianter som TIE/sa bomber med bomber, TIE/sh shuttle til transport af personer og de avancerede TIE/d Defender med tre solpaneler.
- X-wing[35] er en type jagerfly. Navnet stammer fra skibets vinger, der er formet som et "X". Denne jager er nok den mest kendte, da Luke Skywalker selv benytter den. Den er meget brugt af Oprørsalliancen, da den både er utroligt manøvredygtig og har god ildkraft med sine fire blastere monteret på vingerne. Den har sit navn fra de X-formede vinger, der kan foldes sammen for at øge hastigheden, men dette sænker dog manøvredygtigheden.
- Y-Wing[36][37] er et bombefly, der er større og har mere ildkraft end X-wing'en og bærer bomber. Den har dog ikke den samme manøvredygtighed som X-wing'en, og den skyder ikke så hurtigt, hvilket gør, at den ikke er særlig god mod jagere. Den er dog også beregnet til at angribe fartøjer, der er større end den selv.
- Stjernedestroyer[4][5] (Star Destroyer) er flere typer af krigsskibe og krydsere, der især benyttes af Det Galaktiske Imperiums Kejserlige Flåde og Den Galaktiske Republiks Republikanske Flåde. De mest kendte er de 1600 m lange kejserlige stjernedstroyere (Imperial Star Destroyer). Andre typer tæller blandt andet de mindre Vicory, de ældre Venator-klasser og de enorme Executor-klasser. Destroyernes rolle som krigsskibe er tilsvarende et søværns/flådes.
- Stjernejager[38] (starfighter) er en slags jagerfly som bruges til rum- og luftkamp. Et værn som har stjernejagere, bliver på engelsk kaldet Starfighter Corps, altså stjernejagerkorps. Sådan et korps rolle minder om et flyvevåbens.

## Tidsperioder

### Kronologi
BBY og ABY er et dateringssystem og de engelske angivelser af år, lidt ligesom virkelighedens f.Kr. og e.Kr.. BBY står for "Before the Battle of Yavin" ("Før slaget om Yavin") og ABY står for "After the Battle of Yavin" (dansk: "Efter slaget om Yavin") fordi slaget om Yavin udspiller sig i år 0 BBY sammen med oprørernes sejrsceremoni på Yavin 4 i Star Wars Episode IV: Et nyt håb. Disse angivelser bruges bl.a. til at markere, hvornår de forskellige film, begivenheder og konflikter finder sted i forhold til hinanden.
For eksempel:
- Invasionen af Naboo som udspiller sig i Star Wars Episode I: Den usynlige fjende sker i 32 BBY, 32 år før Slaget ved Yavin
- Ordre 66, altså starten på Jediernes udryddelse skete i 19 BBY i Star Wars Episode III: Sith-fyrsternes hævn, altså 19 år før Slaget om Yavin.
- Slaget om Hoth i Imperiet slår igen foregår i år 3 ABY
- Slaget om Endor foregår i 4 ABY

Kilde:

### Kriser og konflikter
Klonkrigene er den forudgående væbnede konflikt mellem Republikken og Separatist Alliancen som foregår fra år 22 BBY til 19 BBY og en kritisk begivenhed i Star Wars-galaksens historie. Klonkrigen bliver første gang nævnt af Obi-Wan Kenobi i Star Wars Episode IV: Et nyt håb, men selve krigen finder delvist sted sted i Star Wars Episode II: Klonernes angreb og overvejende i Star Wars Episode III: Sith-fyrsternes hævn. Klonkrigen blev iscenesat af Darth Sidious / Palpatine omkring 10 år før Klonernes angreb i Den usynlige fjende. Sidious og Grev Dooku havde erfaret, at Jedi-mester Sifo Dyas havde bestilt en klonhær til Den Galaktiske Republik fra kloningsfolkene på planeten Kamino og kaprede så projektet. Men da Obi-Wan Kenobi i Klonernes angreb kommer til Kamino, finder han ud af at hverken Jedierne eller det Galaktiske Senat kender til bestillingen af klonhæren. Republikken får dog brug for hæren, da separatisterne fremstiller en massiv droidehær på planeten Geonosis, under ledelse af Count Dooku og General Grievous (som begge er under ledelse af Darth Sidious), starter et angreb. Palpatine har nu formået at starte en omfattende krig mellem Republikken og separatisterne, og efter Anakin Skywalker bliver forført til den mørke side og bliver Darth Vader, bliver Ordre 66 iværksat. Det betyder i bund og grund, at klonhæren slår næsten alle jedier ihjel med et baghold. Palpatine har nu sikret Sith-fyrsternes omfattende hævn, og samtidig enerådigt herredømme over galaksen. Hele formålet med Klonkrigen var derfor ganske enkelt at give Palpatine magten og udrydde alle jedier.
- Slaget ved Endor er et afgørende slag i Den Galaktiske Borgerkrig mellem Det Galaktiske Imperium og Oprørsalliancen, der udspiller sig i Star Wars Episode VI: Jediridderen vender tilbage.
- Slaget ved Yavin er et slag, der finder sted i Et nyt håb. Slaget ved Yavin er udgangspunktet for kalendersystemet, der anvendes i Star Wars, hvor BBY er "Before Battle of Yavin" (Før slaget ved Yavin) og ABY er "After Battle of Yavin" (Efter slaget ved Yavin).

Slaget ved Yavin finder sted, umiddelbart efter at Prinsesse Leia blev befriet fra Dødsstjernen af Han Solo, Luke Skywalker, Chewbacca, R2-D2 og C-3PO. Det Galaktiske Imperium benytter sig af flugten til at spore, hvor oprørernes hemmelige base ligger – nemlig på en af gasplaneten Yavins måner; Yavin 4. Mens Dødsstjernen nærmer sig, kommer den på skudhold til at bruge sin strålekanon til at tilintetgøre hele månen. Oprørernes stjernejagere må derfor destruere Dødsstjernen, inden den kommer på skudhold og således starter Slaget ved Yavin. Udfaldet bliver sejr til oprørsalliancen, efter at Luke Skywalker formår at sende en protontorpedo ind i Dødsstjernens reaktor, så den destruerer sig selv

## Virkelighed
- Star Wars Legends, indtil 2014 Star Wars Expanded Universe, er en overordnet betegnelse for de officielle bøger, tegneserier, spil mv., der bidrager til at udvide det fiktive Star Wars-univers. Den grundlæggende regel er, at de ikke må være i konflikt med det materiale, der er formidlet i de eksisterende film og tegnefilmserier.
- Lysår - længdeenhed der hovedsagelig anvendes inden for astronomi. Et lysår svarer til ca. 9,5 billioner km.
- Parsec - længdeenhed der hovedsagelig anvendes inden for astronomi. En parsec svarer til ca. 3,26 lysår eller ca. 31 billioner km.